# Marie Rambert
Marie Rambert, ursprungligen Cyvia Ramberg, född 20 februari 1888 i Warszawa, Polen, död 12 juni 1982 i London, England, var en brittisk ballerina, danspedagog och balettchef.
Marie Rambert föddes i en judisk familj i Warszawa. 1912–1913 samarbetade hon med Ballets Russes som leddes av Sergej Djagilev. Rambert medverkade både som repetitionsassistent och dansare vid uruppförandet av Våroffer. 1918 flyttade hon till London där hon grundade sin egen balettskola. Dansare som Frederick Ashton och Antony Tudor fick här sin grundläggande skolning. 1926 bildade Rambert balettsällskapet Marie Rambert Dancers, som numera går under namnet Rambert Dance Company.
Hon var gift med teatermannen Ashley Dukes.